# NGC 3303
NGC 3303 је спирална галаксија у сазвежђу Лав која се налази на NGC листи објеката дубоког неба.
Деклинација објекта је + 18° 8' 13" а ректасцензија 10h 36m 59,9s. Привидна величина (магнитуда) објекта NGC 3303 износи 13,5 а фотографска магнитуда 14,3. NGC 3303 је још познат и под ознакама UGC 5773, MCG 3-27-66, CGCG 94-96, KCPG 240A, ARP 192, VV 71, PGC 31508.